# Mischocyttarus weyrauchi
Mischocyttarus weyrauchi är en getingart som beskrevs av Zikan 1949. Mischocyttarus weyrauchi ingår i släktet Mischocyttarus och familjen getingar. Inga underarter finns listade i Catalogue of Life.